# Edmond Hébert
Edmond Hébert, född 12 juni 1812 i Villefargeau, departementet Yonne, död 4 april 1890 i Paris, var en fransk geolog.
Hébert var 1838-57 anställd vid École normale i Paris och utnämndes 1857 till professor i geologi vid Sorbonne i samma stad. Han besökte Danmark och Sverige 1865 och 1869 och meddelade geologiska resultat av dessa resor i Franska vetenskapsakademiens "Comptes rendus", "Bulletin de la Société géologique de France" och "Annales des sciences géologiques", vilken senare tidskrift han själv utgav. Den i denna tidskrift publicerade uppsatsen Recherches sur l'âge des grés à combustibles d'Helsingborg et d'Höganäs (1869) var av stor betydelse för bestämmandet av Skånes stenkolsförande formations ålder. Han blev han medlem av Institut de France 1877 och tilldelades Lyellmedaljen 1879.

## Övriga verk i urval
- Matériaux pour servir à la description du terrain crétacé supérieur en France (1875)
- Notions générales de géologie (1884)